# Bopyridae
Los bopíridos (Bopyridae) son una familia de crustáceos isópodos marinos. Sus 597 especies son parásitas de crustáceos decápodos (generalmente viven bajo su caparazón) y son casi cosmopolitas.

## Géneros
Se reconocen los 158 siguientes:
- Acrobelione Bourdon, 1981
- Albunione Markham & Boyko, 1999
- Allathelges Kazmi & Markham, 1999
- Allobopyrus Bourdon, 1983
- Allodiplophryxus Markham, 1985
- Allokepon Markham, 1982
- Allorbimorphus Bourdon, 1976
- Anacepon Nierstrasz & Brender à Brandis, 1931
- Anathelges Bonnier, 1900
- Anchiarthrus Markham, 1992
- Anisarthrus Giard, 1907
- Anisorbione Bourdon, 1981
- Anomophryxus Shiino, 1937
- Anuropodione Bourdon, 1967
- Apocepon Nierstrasz & Brender à Brandis, 1930
- Apophrixus Nierstrasz & Brender à Brandis, 1931
- Aporobopyrina Shiino, 1934
- Aporobopyroides Nobili, 1906
- Aporobopyrus Nobili, 1906
- Argeia Dana, 1853
- Argeiopsis Kensley, 1974
- Astalione Markham, 1975
- Asymmetrione Codreanu, Codreanu & Pike, 1965
- Asymmetrorbione Boyko, 2003
- Athelges Gerstaeker, 1862
- Atypocepon Nierstrasz & Brender à Brandis, 1931
- Azygopleon Markham, 1985
- Balanopleon Markham, 1974
- Bathione Román-Contreras & Boyko, 2007
- Bathygyge Hansen, 1897
- Bopyrella Bonnier, 1900
- Bopyrina Kossmann, 1881
- Bopyrinella Nierstrasz & Brender à Brandis, 1925
- Bopyrinina Shiino, 1933
- Bopyrione Bourdon & Markham, 1980
- Bopyrissa Nierstrasz & Brender à Brandis, 1931
- Bopyroides Stimpson, 1864
- Bopyrophryxus Codreanu, 1965
- Bopyrosa Nierstrasz & Brender à Brandis, 1923
- Bopyrus Latreille, 1802
- Cancricepon Giard & Bonnier, 1887
- Carcinione Bourdon, 1983
- Cardiocepon Nobili, 1906
- Castrione Lima, 1980
- Cataphryxus Shiino, 1936
- Coxalione Bourdon, 1977
- Cryptobopyrus Schultz, 1977
- Dactylokepon Stebbing, 1910
- Dicropleon Markham, 1972
- Diplophryxus Richardson, 1904
- Discomorphus Markham, 2008
- Discorsobopyrus Boyko, 2004
- Entophilus Richardson, 1903
- Eophrixus Caroli, 1930
- Epicepon Nierstrasz & Brender à Brandis, 1931
- Epipenaeon Nobili, 1906
- Epiphrixus Nierstraz & Brender à Brandis, 1932
- Eragia Markham, 1994
- Ergyne Risso, 1816
- Eriphrixus Markham, 1990
- Falsanathelges Boyko & WIlliams, 2003
- Filophryxus Bruce, 1972
- Galathocrypta Román-Contreras & Soto, 2002
- Gareia Bourdon & Bruce, 1983
- Gigantione Kossmann, 1881
- Goleathopseudione Román-Contreras, 2008
- Grapsicepon Giard & Bonnier, 1887
- Gyge Cornalia & Panceri, 1861
- Hemiarthrus Giard & Bonnier, 1887
- Hemicepon Lemos de Castro & Brasil-Lima, 1980
- Hemiphryxus Bruce, 1978
- Heterocepon Shiino, 1936
- Hypercepon Danforth, 1972
- Hyperphrixus Nierstrasz & Brender à Brandis, 1931
- Hypocepon Nierstrasz & Brender à Brandis, 1930
- Hypohyperphrixus Nierstrasz & Brender à Brandis, 1932
- Hypophryxus Shiino, 1934
- Ione Latreille, 1818
- Ionella Bonnier, 1900
- Kepon Duvernoy, 1840
- Kolourione Markham, 1978
- Leidya Cornalia & Panceri, 1861
- Litobopyrus Markham, 1982
- Lobocepon Nobili, 1905
- Loki Markham, 1972
- Mediophrixus Markham, 1990
- Megacepon George, 1947
- Mesocepon Shiino, 1951
- Mesophryxus Bruce, 1973
- Metacepon Nierstrasz & Brender à Brandis, 1931
- Metaphrixus Nierstrasz & Brender à Brandis, 1931
- Metathelges Nierstrasz & Brender à Brandis, 1923
- Micropodiphryxus Boyko, 2012
- Minicopenaeon Bourdon, 1981
- Miophrixus Barnard, 1955
- Munidion Hansen, 1897
- Neophryxus Bruce, 2007
- Nikione Kensley, 1974
- Ogyridione Markham, 1988
- Onkokepon An, Yu & Li, 2006
- Onychocepon Pérez, 1921
- Orbimorphus Richardson, 1910
- Orbione Bonnier, 1900
- Orophryxus Bruce, 1972
- Orthione Markham, 1988
- Ovobopyrus Markham, 1985
- Ovoionella Boyko, 2004
- Pagurion Shiino, 1933
- Pagurocryptella Boyko & Williams, 2010
- Palaemonellione Markham, 1989
- Parabopyrella Markham, 1985
- Parabopyriscus Markham, 1985
- Parabopyrus Shiino, 1934
- Paracepon Nierstrasz & Brender à Brandis, 1931
- Paragigantione Barnard, 1920
- Parapagurion Shiino, 1933
- Parapenaeon Richardson, 1904
- Parapenaeonella Shiino, 1949
- Parapleurocrypta Chopra, 1923
- Parapleurocryptella Bourdon, 1972
- Parapseudione Nierstrasz & Brender à Brandis, 1931
- Parargeia Hansen, 1897
- Parasymmetrione An, Markham & Yu, 2010
- Parasymmetrorbione An, Boyko & Li, 2013[3]
- Parathelges Bonnier, 1900
- Parione Richardson, 1910
- Parionella Nierstrasz & Brender à Brandis, 1923
- Parionina Nierstrasz & Brender à Brandis, 1929
- Parioninella Nierstrasz & Brender à Brandis, 1930
- Pauperella Nierstrasz & Brender à Brandis, 1929
- Phyllodurus Stimpson, 1857
- Pleurocrypta Hesse, 1865
- Pleurocryptella Bonnier, 1900
- Pleurocryptina Nierstrasz & Brender à Brandis, 1929
- Pliophrixus Caroli, 1930
- Pontobopyrus Markham, 1979
- Probopyria Markham, 1985
- Probopyrinella Nierstrasz & Brender à Brandis, 1929
- Probopyrione Bourdon, 1983
- Probopyriscus Markham, 1982
- Probopyrus Giard & Bonnier, 1888
- Probynia Bourdon & Bruce, 1983
- Procepon Shiino, 1937
- Progebiophilus Codreanu & Codreanu, 1963
- Propseudione Shiino, 1933
- Pseudione Kossmann, 1881
- Pseudionella Shiino, 1949
- Pseudostegias Shiino, 1933
- Rhopalione Pérez, 1920
- Schizobopyrina Markham, 1985
- Scyracepon Tattersall, 1905
- Shiinoella Bourdon, 1972
- Stegias Richardson, 1904
- Stegoalpheon Chopra, 1923
- Synsynella Hay, 1917
- Trapezicepon Bonnier, 1900
- Tylokepon Stebbing, 1904
- Upogebione Markham, 1985
- Upogebiophilus Nobili, 1906
- Urobopyrus Richardson, 1904